# Ember to Inferno
Ember to Inferno es el primer álbum de estudio de la banda estadounidense de heavy metal Trivium, publicado el 14 de octubre de 2003 por el sello Lifeforce Records. Cuando el disco se publicó, el cantante y guitarrista Matt Heafy contaba solo con 17 años. Para la gira de promoción del álbum, la banda contrató al guitarrista Corey Beaulieu y al bajista Paolo Gregoletto, que a la postre se convertirían en miembros oficiales del grupo.
El 2 de diciembre de 2014 fue anunciado por Matt Heafy en Twitter que Ember To Inferno será relanzado de nuevo con nuevas obras de arte, junto con los primeros EP de demos de la banda. El relanzamiento fue revelado oficialmente el 14 de octubre de 2016, a través de la página de Facebook de Trivium con el nombre de Ab Initio, lanzado el 2 de diciembre de 2016, dos años después del anuncio inicial por Heafy.

## Lista de canciones
Todas las canciones escritas y compuestas por Matt Heafy. 
| N.º   | Título                                         | Duración |  |
| 1.    | «Inception, the Bleeding Skies» (instrumental) | 0:35     |  |
| 2.    | «Pillars of Serpents»                          | 4:35     |  |
| 3.    | «If I Could Collapse the Masses»               | 4:42     |  |
| 4.    | «Fugue (A Revelation)»                         | 4:21     |  |
| 5.    | «Requiem»                                      | 4:53     |  |
| 6.    | «Ember to Inferno»                             | 4:11     |  |
| 7.    | «Ashes» (instrumental)                         | 0:53     |  |
| 8.    | «To Burn the Eye»                              | 7:01     |  |
| 9.    | «Falling to Grey»                              | 5:37     |  |
| 10.   | «My Hatred»                                    | 4:34     |  |
| 11.   | «When All Light Dies»                          | 6:23     |  |
| 12.   | «A View of Burning Empires» (instrumental)     | 1:48     |  |
| 49:38 |                                                |          |  |

| Reedición de 2005 |                                       |          |  |
| N.º               | Título                                | Duración |  |
| 13.               | «Blinding Tears Will Break the Skies» | 5:41     |  |
| 14.               | «The Deceived»                        | 6:00     |  |
| 15.               | «Demon»                               | 3:27     |  |

| Edición japonesa |         |          |  |
| N.º              | Título  | Duración |  |
| 13.              | «Sworn» | 4:29     |  |

## Personal
- Matt Heafy: voz, guitarra
- Brent Young: bajo
- Travis Smith: batería